# Ronan Collins
Pour les articles homonymes, voir Collins.
Ronan Collins (né le 9 septembre 1952 à Dublin) est un animateur de radio et de télévision irlandais.

## Biographie
Il est élève du St. Vincent's C.B.S., un établissement d'enseignement secondaire, à Glasnevin.
Il commence sa carrière radiophonique nationale sur RTÉ Radio 2, après avoir travaillé pour une radio pirate et été batteur dans un Irish showband. Il intègre ensuite RTÉ Radio 1.
Il présente le jeu télévisé Play the Game sur RTÉ One de 1984 à 1995.
Collins commente en compagnie de Michelle Rocca le Concours Eurovision de la chanson 1989 pour la télévision RTÉ One. Il est aussi animateur lors des éliminatoires du Castlebar Song Contest.
Collins est présentateur pour RTÉ lors des Jeux olympiques d'été de 1992 à Barcelone ; il se rase la moustache lorsque l'Irlande remporte une médaille d'or.
Il présente le tirage du Loto et plus récemment A Little Bit Showband de 2008 à 2009.
À partir de 2017, il connaît des problèmes de santé qui l'oblige parfois à s'absenter quelques semaines.